# Sipacapa
Sipacapa (del náhuatl, significa río del primer día del mes) es un municipio del departamento de San Marcos de la región sur-occidente de la República de Guatemala. los idiomas que más predominan en el municipio son el Español y el Sipakapense.
Durante la época colonial fue una doctrina del convento mercedario de Tejutla, hasta que los frailes mercedarios tuvieron que entregar sus reducciones al clero secular en 1754, y entonces la doctrina se convirtió en un curato.  Poco después, en 1765, Sipacapa fue destruido por una fuerte erupción del volcán Cerro Quemado.
Después de la Independencia de Centroamérica en 1821, Sipacapa fue parte del departamento Quezaltenango/Soconusco, y en 1838 pasó al Estado de Los Altos, el cual fue aprobado por el Congreso de la República Federal de Centro América en ese mismo año. En el nuevo estado hubo constantes revueltas campesinas y tensión con Guatemala, hasta que las hostilidades estallaron en 1840, y el general conservador mestizo Rafael Carrera recuperó la región para Guatemala.
Como parte de la simplificación administrativa emprendida por el gobierno del general Jorge Ubico para paliar los efectos de la Gran Depresión en la economía guatemalteca, el poblado de Sipacapa fue eliminado de la lista de municipios del país y convertido en una aldea del municipio de Tejutla el 9 de diciembre de 1937; así permaneció hasta que fue restituido el 4 de diciembre de 1945 por el gobierno del Dr. Juan José Arévalo.
Sipacapa es actualmente el centro de una disputa entre los residentes locales y Goldcorp, empresa canadiense que opera una mina de oro a cielo abierto afectando a todo el municipio vecino de San Miguel Ixtahuacán, y parcialmente a Sipacapa.

## Lugares turísticos no reconocidos.
Pinturas Rupestres ubicadas en Aldea Pie de la cuesta en sector los Hernández

## Toponimia
Una versión coloquial muy extendida entre sus habitantes es que el municipio adoptó el topónimo «Sipacapa» en honor al nombre de la antigua gobernante llamada «Sipaca».[cita requerida]

### Nombre en castellano
Muchos de los nombres de los municipios y poblados de Guatemala constan de dos partes: el nombre del santo católico que se venera el día en que fueron fundados y una descripción con raíz náhuatl; esto se debe a que las tropas que invadieron la región en la década de 1520 al mando de Pedro de Alvarado estaban compuestas por soldados españoles y por indígenas tlaxcaltecas y cholultecas.
El poblado se llamó «San Bartolomé» en honor a San Bartolomé Apóstol, mientras que el topónimo «Sipacapa» se deviraría del término «Sipaktlypan» de origen náhuatl, el cual a su vez proviene de los términos Sipaklli (español: el primer día de los meses en el calendario azteca) y «apant»: (español: «río»).[cita requerida]

### Nombre en k'ach'iquel
Otra versión es que el topónimo proviene del k'ach'iquel, específicamente de los términos «Sipak» (español: «Tiburón») y «apan» (español: «río»), y significaría «Río de Tiburones».[cita requerida]

## Geografía física

### Clima
La cabecera municipal de Sipacapa tiene clima templado (Köppen: Cwb).Sipacapa es un municipio de donde existen diferentes Divisiones  de clima por ejemplo Parte Alta. Se cosecha diferentes tipos de cultivos   como Fréjol, maíz, papa. Parte Media Templado  En esta parte de nuestro pintoresco municipio se da de cultivo café, manías,  y Parte Baja Calor.Se cultiva  Toda clase de frutas.
| Parámetros climáticos promedio de Sipacapa | Parámetros climáticos promedio de Sipacapa | Parámetros climáticos promedio de Sipacapa | Parámetros climáticos promedio de Sipacapa | Parámetros climáticos promedio de Sipacapa | Parámetros climáticos promedio de Sipacapa | Parámetros climáticos promedio de Sipacapa | Parámetros climáticos promedio de Sipacapa | Parámetros climáticos promedio de Sipacapa | Parámetros climáticos promedio de Sipacapa | Parámetros climáticos promedio de Sipacapa | Parámetros climáticos promedio de Sipacapa | Parámetros climáticos promedio de Sipacapa | Parámetros climáticos promedio de Sipacapa |
| Mes                                        | Ene.                                       | Feb.                                       | Mar.                                       | Abr.                                       | May.                                       | Jun.                                       | Jul.                                       | Ago.                                       | Sep.                                       | Oct.                                       | Nov.                                       | Dic.                                       | Anual                                      |
| ------------------------------------------ | ------------------------------------------ | ------------------------------------------ | ------------------------------------------ | ------------------------------------------ | ------------------------------------------ | ------------------------------------------ | ------------------------------------------ | ------------------------------------------ | ------------------------------------------ | ------------------------------------------ | ------------------------------------------ | ------------------------------------------ | ------------------------------------------ |
| Temp. máx. media (°C)                      | 21.6                                       | 22.5                                       | 24.3                                       | 24.9                                       | 24.4                                       | 23.0                                       | 22.9                                       | 23.4                                       | 22.8                                       | 22.2                                       | 22.1                                       | 21.4                                       | 23                                         |
| Temp. media (°C)                           | 14.6                                       | 15.1                                       | 16.8                                       | 17.8                                       | 18.2                                       | 17.7                                       | 17.4                                       | 17.4                                       | 17.2                                       | 16.7                                       | 15.8                                       | 14.8                                       | 16.6                                       |
| Temp. mín. media (°C)                      | 7.6                                        | 7.8                                        | 9.4                                        | 10.8                                       | 12.1                                       | 12.5                                       | 11.9                                       | 11.4                                       | 11.7                                       | 11.3                                       | 9.5                                        | 8.3                                        | 10.4                                       |
| Precipitación total (mm)                   | 7                                          | 9                                          | 25                                         | 56                                         | 146                                        | 270                                        | 183                                        | 181                                        | 256                                        | 177                                        | 34                                         | 10                                         | 1354                                       |
| Fuente: Climate-Data.org                   |                                            |                                            |                                            |                                            |                                            |                                            |                                            |                                            |                                            |                                            |                                            |                                            |                                            |

### Ubicación geográfica
El municipio de Sipacapa se encuentra a una distancia de 85 km de la cabecera departamental San Marcos; sus colindancias son:
- Norte: Malacatancito, municipio del departamento de Huehuetenango
- Sur: Comitancillo, municipio de San Marcos[10]
- Este: San Carlos Sija, municipio del departamento de Quetzaltenango
- Oeste: Tejutla y San Miguel Ixtahuacan, municipio del departamento de San Marcos

|                                      | Norte: Malacatancito |                       |
| Oeste: Tejutla San Miguel Ixtahuacan |                      | Este: San Carlos Sija |
|                                      | Sur: Comitancillo    |                       |

## Gobierno municipal
Los municipios se encuentran regulados en diversas leyes de la República, que establecen su forma de organización, lo relativo a la conformación de sus órganos administrativos y los tributos destinados para los mismos.  Aunque se trata de entidades autónomas, se encuentran sujetos a la legislación nacional y las principales leyes que los rigen desde 1985 son:
| N.º | Ley                                                | Descripción |
| --- | -------------------------------------------------- | --- |
| 1   | Constitución Política de la República de Guatemala | Tiene una regulación legal específica para los municipios en los artículos 253 al 262. |
| 2   | Ley Electoral y de Partidos Políticos              | Ley de carácter constitucional aplicable a los municipios en el tema de la conformación de sus autoridades electas. |
| 3   | Código Municipal                                   | Decreto 12-2002 del Congreso de la República de Guatemala. Tiene la categoría de ley ordinaria y contiene preceptos generales aplicables a todos los municipios, e inclusive contiene legislación referente a la creación de los municipios.             |
| 4   | Ley de Servicio Municipal                          | Decreto 1-87 del Congreso de la República de Guatemala. Regula las relaciones entra la municipalidad y los servidores públicos en materia laboral. Tiene su base constitucional en el artículo 262 de la constitución que ordena la emisión de la misma. |
| 5   | Ley General de Descentralización                   | Decreto 14-2002 del Congreso de la República de Guatemala. Regula el deber constitucional del Estado, y por ende del municipio, de promover y aplicar la descentralización y desconcentración económica y administrativa.                                |

El gobierno de los municipios está a cargo de un Concejo Municipal mientras que el código municipal —ley ordinaria que contiene disposiciones que se aplican a todos los municipios— establece que «el concejo municipal es el órgano colegiado superior de deliberación y de decisión de los asuntos municipales […] y tiene su sede en la circunscripción de la cabecera municipal»; el artículo 33 del mencionado código establece que «[le] corresponde con exclusividad al concejo municipal el ejercicio del gobierno del municipio».
El concejo municipal se integra con el alcalde, los síndicos y concejales, electos directamente por sufragio universal y secreto para un período de cuatro años, pudiendo ser reelectos.
Existen también las Alcaldías Auxiliares, los Comités Comunitarios de Desarrollo (COCODE), el Comité Municipal del Desarrollo (COMUDE), las asociaciones culturales y las comisiones de trabajo. Los alcaldes auxiliares son elegidos por las comunidades de acuerdo a sus principios y tradiciones, y se reúnen con el alcalde municipal el primer domingo de cada mes, mientras que los Comités Comunitarios de Desarrollo y el Comité Municipal de Desarrollo organizan y facilitan la participación de las comunidades priorizando necesidades y problemas.

## Historia

### Época colonial
En 1540, el obispo de Guatemala Francisco Marroquín dividió la administración eclesiástica del valle central de Guatemala entre las tres órdenes regulares principales: dominicos, franciscanos y mercedarios;  estos últimos cambiaron sus curatos del valle por los dominicos tenían en la Sierra de Huehuetenango y que incluían a Tejutla.
En 1690 Tejutla comprendía los modernos municipios de: Comitancillo, Ixchiguán, Concepción Tutuapa, Sipacapa, Sibinal, Tajumulco, Tacaná y parte de San Miguel Ixtahuacán. Según los escritos históricos de la Recordación Florida de Francisco Antonio de Fuentes y Guzmán, Tejutla pertenecía a la jurisdicción de Quetzaltenango y era «una tierra de bonanza y riqueza de climas y bosques agradables con suficiente agua».

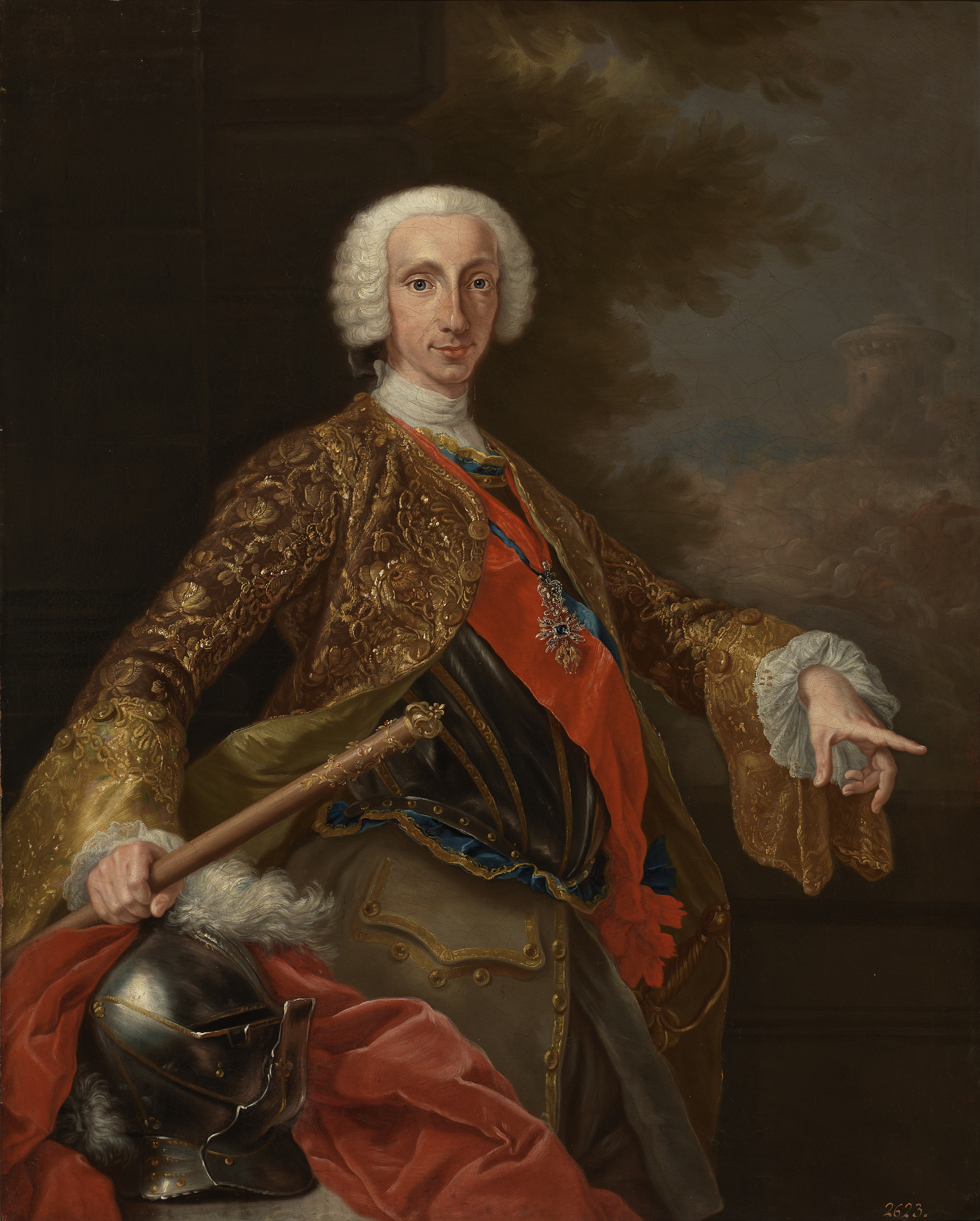
Rey Carlos III de España, promotor de las reformas borbónicas.

Según la relación del obispo Juan de las Cabezas en 1613 y las actas de visita pastoral del arzobispo Pedro Cortés y Larraz en 1770, los  frailes mercedarios tenían a su cargo nueve doctrinas, y sus muchos anexos, que eran: Santa Ana de Malacatán, Concepción de Huehuetenango, San Pedro de Solomá, Nuestra Señora de la Purificación de Jacaltenango, Nuestra Señora de la Candelaria de Chiantla, San Andrés de Cuilco, Santiago de Tejutla, San Pedro de Zacatepeques, San Juan de Ostuncalco y Écija.
En 1754, en virtud de una Real Cédula parte de las Reformas Borbónicas, todos los curatos de las órdenes regulares fueron traspasados al clero secular. En 1765 se publicaron las reformas borbónicas de la Corona española, que pretendían recuperar el poder real sobre las colonias y aumentar la recaudación fiscal. Con estas reformas se crearon los estancos para controlar la producción de las bebidas embriagantes, el tabaco, la pólvora, los naipes y el patio de gallos. La real hacienda subastaba el estanco anualmente y un particular lo compraba, convirtiéndose así en el dueño del monopolio de cierto producto.

### Terremoto del Cerro Quemado
Además de esta redistribución administrativa, la corona española estableció una política tendiente a disminuir el poder de la Iglesia católica, el cual hasta ese momento era prácticamente absoluto sobre los vasallos españoles. La política de disminución de poder de la iglesia se basaba en la Ilustración y tenía seis puntos principales, entre los que destacaba una crítica al papel de la Iglesia dentro de la sociedad y de sus organismos derivados, sobre todo de las cofradías y hermandades. Los  mercedarios de  Guatemala entregaron sus doctrinas al clero secular, con casi treinta y tres mil indios de la sierra, todos bautizados e instruidos en la fe católica. El 24 de octubre de 1765 se produjo una fuerte erupción del Volcán de Cerro Quemado  que provocó fuertes sismos en la región de Tejutla y Quetzaltenango y destruyó el poblado de Sipacapa.

### Tras la Independencia de Centroamérica
La constitución del Estado de Guatemala promulgada el 11 de octubre de 1825 —y no el 11 de abril de 1836, como numerosos historiadores han reportado incorrectamente — creó los distritos y sus circuitos correspondientes para la administración de justicia según el Código de Lívingston traducido al español por José Francisco Barrundia y Cepeda; Zipacapa —como se le llamaba entonces— estuvo en el circuito Del Barrio que pertenecía al Distrito N.°10 (Quezaltenango), junto con San Marcos, San Pedro, San Antonio, Maclén, San Cristóbal Cucho, Izlamá, Coatepeque, Tejutla, San Pablo, Tajumulco, Santa Lucía Malacatán, San Miguel Ixtahuacán, Tejutla y Comitancillo.

### El efímero Estado de Los Altos

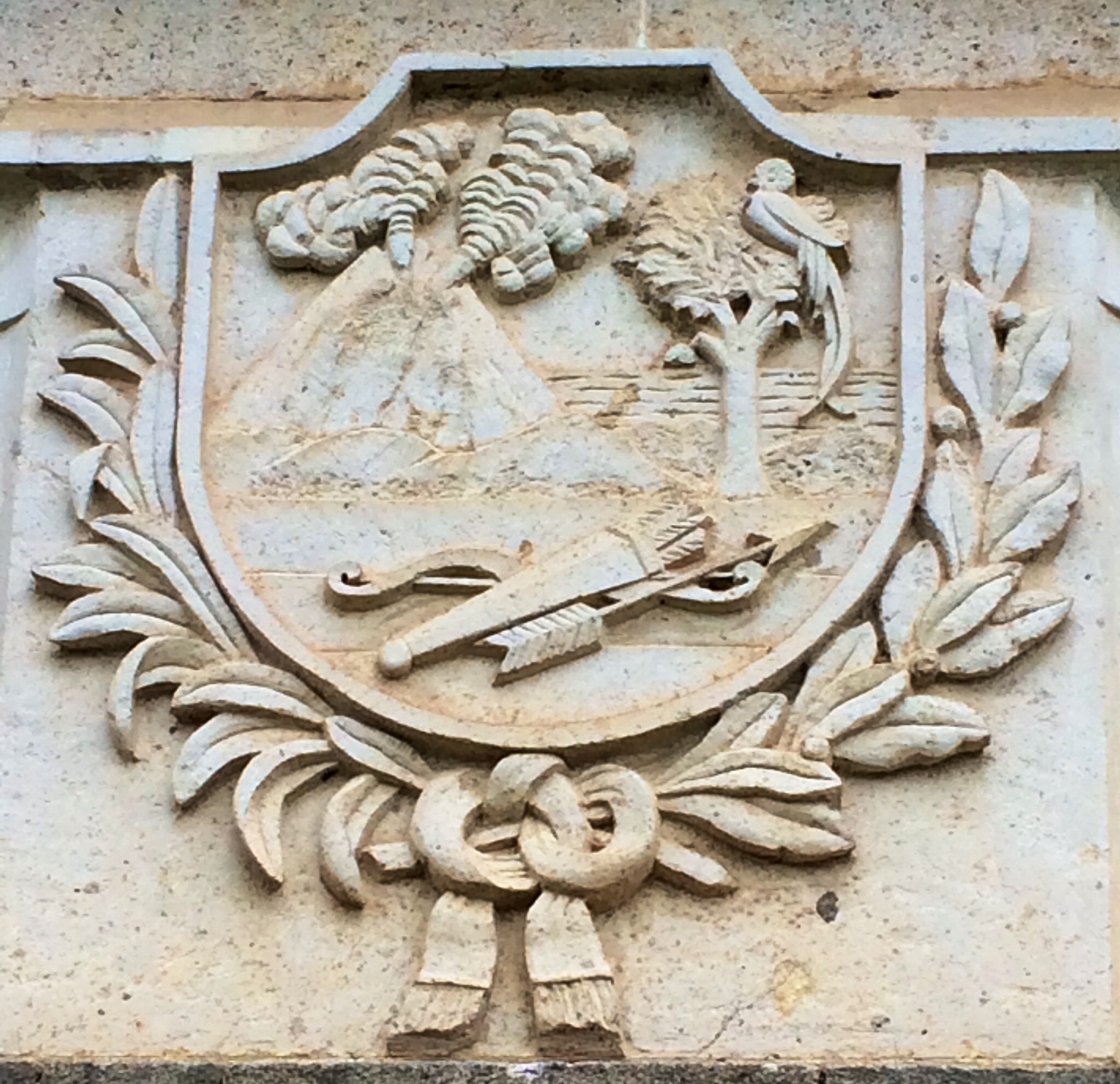
Escudo del Estado de los Altos

A partir del 3 de abril de 1838, Sipacapa fue parte de la región que formó el efímero Estado de Los Altos y que forzó a que el Estado de Guatemala se reorganizara en siete departamentos y dos distritos independientes el 12 de septiembre de 1839: 
- Departamentos: Chimaltenango, Chiquimula, Escuintla, Guatemala, Mita, Sacatepéquez, y Verapaz
- Distritos: Izabal y Petén[26]

La región occidental de la actual Guatemala había mostrado intenciones de obtener mayor autonomía con respecto a las autoridades de la ciudad de Guatemala desde la época colonial, pues los criollos de la localidad consideraban que los criollos capitalinos que tenían el monopolio comercial con España no les daban un trato justo.  Pero este intento de secesión fue aplastado por el general Rafael Carrera, quien reintegró al Estado de Los Altos al Estado de Guatemala en 1840.

### Restructuración administrativa durante el gobierno de Jorge Ubico
Durante el gobierno liberal del general Jorge Ubico (1931-1944), el poblado de Sipacapa cambió de categoría varias veces; el 5 de marzo de 1936 el municipio fue eliminado de la lista de municipios del país, pero el 16 de abril del mismo año fue establecido nuevamente. Posteriormente, se convirtió en una aldea del municipio de Tejutla el 9 de diciembre de 1937. El 4 de diciembre de 1945 el gobierno del Dr. Juan José Arévalo lo categorizó nuevamente como municipio y así ha permanecido desde entonces.

## Recursos naturales
Sipacapa es actualmente el centro de una disputa entre los residentes locales, que principalmente se identifican como maya (Sipakapense), y Goldcorp, empresa canadiense que opera una mina de oro a cielo abierto afectando a todo el municipio vecino de San Miguel Ixtahuacán, pero parcialmente en Sipacapa. Esta disputa ha sido documentada en la producción documental Sipakapa No Se Vende.
Tras el cierre de la mina Marlin en mayo de 2017, se hizo público que los beneficios que percibió el Estado de Guatemala por el usufructo de la mina de oro fueron de solamente de alrededor de 100 millones de dólares, mientras que la empresa Goldcorp obtuvo beneficios por cerca de cinco millardos de dólares.